# 伊斯拉姆普尔
伊斯拉姆普尔（Islampur），是印度比哈尔邦Nalanda县的一个城镇。总人口29855（2001年）。

## 人口
该地2001年总人口29855人，其中男性15708人，女性14147人；0—6岁人口5528人，其中男2955人，女2573人；识字率54.47%，其中男性为62.26%，女性为45.81%。